# NGC 2229
NGC 2229 is een balkspiraalstelsel in het sterrenbeeld Goudvis. Het hemelobject werd op 30 november 1834 ontdekt door de Britse astronoom John Herschel. Het stelsel behoort tot de cluster Abell 3389.

## Synoniemen
- ESO 87-8
- AM 0621-645
- DRCG 50-55
- PGC 18867